# Ernie Pyle House
L'Ernie Pyle House est une ancienne maison américaine à Albuquerque, dans le comté de Bernalillo, au Nouveau-Mexique. Aujourd'hui transformée en bibliothèque, l'Ernie Pyle Library, elle est inscrite au New Mexico State Register of Cultural Properties depuis le 9 mai 1997 et au Registre national des lieux historiques depuis le 22 septembre 1997. C'est enfin un National Historic Landmark depuis le 20 septembre 2006.